# REASON ACOUSTICS BY JAYWALK
『REASON ACOUSTICS BY JAYWALK』（リーズン アコースティック・バイ・ジェイウォーク）は、JAYWALK初のアコースティック・セルフカバー・アルバム。 1995年12月5日にmeldacから発売された。

## 概要
前作『何も言えなくて… -THE BEST OF JAYWALK-』から5ヶ月を経て発売された。初回プレス盤は三方背BOX仕様。
1995年はアルバム2作とベスト・アルバム1作を発売した活発な一年であった。

## 収録曲
全編曲：JAYWALK、5以外全作詞：知久光康
1. 戦争 〜In CAMBODIA〜 (5:33)[1]
作曲：中村耕一
2. Reason for Fighting (Inst.) (1:56)[1]
作曲：知久光康
3. REASON 〜小さな君へ〜 (4:50)[1]
作曲：杉田裕
4. YUKI-ONNA 〜雪女〜 (4:37)[1]
作曲：中村耕一
5. 勝利者 WINNER '95 (4:24)[1]
作詞：リンダ・ヘンリック、作曲：田切純一
6. 野良猫のミュー (4:50)[1]
作曲：中村耕一
7. ピンクのラジオ '95 (4:45)[1]
作曲：杉田裕
8. Reason for Loving (Inst.) (1:27)[1]
作曲：杉田裕
9. 好きになれたら嬉しいんだ (3:37)[1]
作曲：杉田裕
10. TENDER WALTZ (4:55)[1]
作曲：知久光康